# Valašské Meziříčí
Valašské Meziříčí ([ˈvalaʃskɛː ˈmɛzɪr̝iːtʃiː], en allemand : Wallachisch Meseritsch, littéralement « Entrerives-la-valaque ») est une ville du district de Vsetín, dans la région de Zlín, en Tchéquie. Sa population s'élevait à 22 630 habitants en 2023.

## Géographie
La ville est arrosée par la Rožnovská Bečva et la Vsetínská Bečva, dont les eaux se réunissent pour former la Bečva, un affluent de la Morava.
Elle se trouve à 14 km au sud-sud-ouest de Nový Jičín, à 36 km au nord-est de Zlín et à 263 km à l'est-sud-est de Prague.
La commune est limitée par Choryně, Lešná et Hostašovice au nord, par Zašová et Velká Lhota à l'est, par Bystřička, Jarcová et Oznice au sud, et par Branky et Kladeruby à l'ouest.

## Histoire
Mentionnée à partir du XIIIe siècle, la ville est la principale agglomération de la Valaquie morave, région historique dont elle est toujours la capitale culturelle. En valaque son nom est Râureni, qui signifie « riverains des rivières », mais cette dénomination n'est plus utilisée, la totalité de la population étant passée à la langue tchèque dès le XVIIIe siècle. Sous l'empire d'Autriche, devenu Autriche-Hongrie (ici Cisleithanie) par le compromis de 1867 et jusqu'en 1918, la ville porte le nom allemand de Wallachisch Meseritsch. Elle est le chef-lieu du district de même nom, l'un des 34 Bezirkshauptmannschaften de Moravie.

## Population
Recensements (*) ou estimations de la population de la commune dans ses limites actuelles :
| 1869* | 1880*  | 1890*  | 1900*  | 1910*  | 1921*  |
| ----- | ------ | ------ | ------ | ------ | ------ |
| 9 221 | 10 014 | 10 453 | 10 795 | 11 450 | 11 364 |

| 1930*  | 1950*  | 1961*  | 1970*  | 1980*  | 1991*  |
| ------ | ------ | ------ | ------ | ------ | ------ |
| 14 357 | 15 308 | 17 145 | 22 531 | 26 531 | 28 175 |

| 2001*  | 2011*  | 2014   | 2015   | 2016   | 2017   |
| ------ | ------ | ------ | ------ | ------ | ------ |
| 27 568 | 22 900 | 22 733 | 22 630 | 22 449 | 22 309 |

| 2018   | 2019   | 2020   | 2021*  | 2022   | 2023   |
| ------ | ------ | ------ | ------ | ------ | ------ |
| 22 200 | 22 217 | 22 306 | 21 709 | 21 889 | 22 630 |

## Jumelages
La ville de Valašské Meziříčí est jumelée avec :
- Baltchik (Bulgarie)
- Budva (Monténégro) depuis 2001
- Čačak (Serbie) depuis 2005
- Čadca (Slovaquie) depuis 1998
- Gooise Meren (Pays-Bas)
- Konin (Pologne)
- Partizánske (Slovaquie)
- Sevlievo (Bulgarie) depuis 2005
- Velké Meziříčí (Tchéquie)

## Personnalités
Sont nés à Valašské Meziříčí :
- František Jež (né en 1970), sauteur à ski.
- Tomáš Berdych (né en 1985), joueur de tennis.
- Libuše Průšová (née en 1979), joueuse de tennis.
- Milan Baroš (né en 1981), joueur de football.
- Markéta Irglová (née en 1988), musicienne.